# استیکس ریور (آلاباما)
استیکس ریور (آلاباما) (به انگلیسی: Styx River (Alabama)) رودخانه‌ای است که در ایالات متحده آمریکا جریان دارد.